# Alijah Vera-Tucker
Solomon Alijah Lewis Vera-Tucker (Oakland, California, 17 de junio de 1999) más conocido como Alijah Vera-Tucker, es un jugador profesional estadounidense de fútbol americano que se desempeña en la posición de lineman en New York Jets, equipo de la National Football League (NFL).

## Carrera
Fue seleccionado en la primera ronda en la Reunión Anual de Selección de Jugadores de la NFL de 2021. Hizo su debut profesional con el equipo New York Jets, donde lleva jugando tres temporadas.